# Kyshona Knight
Kyshona Knight (sinh ngày 19 tháng 2 năm 1992) là một người vận động viên cricket người Tây Ấn.